# Leijonflycht
Leijonflycht är en svensk adelsätt som tidigare hette Enerot.
Ättens äldste kände stamfader är Peder Andersson Enerot (död 1655), som var borgare och handelsman i Gävle, som till hustru, enligt genealogen Gabriel Anrep, hade en medlem av en gammal adelsätt från Dalarna vid namn Margareta Pedersdotter Klipping och vars mormors far var den genom Gustav Vasas äventyr bekante prästen Jon i Svärdsjö. Paret fick tre söner som alla adlades med namnet Leijonflycht.

## Leijonflycht (nr 1088)
Den yngste av stamfaderns söner, Jonas Eneroth, var regementskvartermästare och adlades jämte den äldste brodern år 1686 samt introducerades på nummer 1088. Med sin hustru Catharina Tybelia fick han endast ett barn, dottern Margareta som gifte sig med en prost i Österåker vid namn Nicolaus Torger, varmed ättegrenen slöts på svärdssidan.
Den äldsta av bröderna, Anders Eneroth, var regementskvartermästare vid Södra skånska regementet och adlades enligt ovan med sin yngste bror år 1686 samt introducerades samman med denne på nummer 1088. Han hade tre hustrur, men ätten fortlevde endast med en son från andra äktenskapet, med den danska adelsdamen Brita Hardebou, och en son från ett äktenskap med Maria Göransdotter av släkten Stierna nr 77. Den förste sonen ifråga, Carl Axel Leijonflycht, var enligt ovan gift med sin kusin nr 1176 och vars mor hette Grubb. Carl Axel Leijonflycht skrev sig till Dyvik, Braheberg och Uthamra. Hans yngre halvbror Göran Magnus gifte sig med två bondedöttrar, först Brita Danielsdotter och sedan med Helena Månsdotter Hultgren och stupade i ett brokar vid en kvarn i Anderstorp enligt Elgenstierna. Göran Magnus barn gifte sig till bondeståndet, så när som på en son som blev snickaremästare i Borås. Denna gren utslocknade under slutet av 1800-talet.
Den ännu fortlevande ätten härstammar från Carl Axel Leijonflychts son Nils Leijonflycht som var verksam inom Krigsexpeditionen och till hustru hade en dotter till brukspatronen Albrecht Théel. En gren av denna överflyttade till USA där den likaså är fortlevande.

## Leijonflycht (nr 1176)
Den mellersta brodern Nils Eneroth hade olika tjänster i Riksarkivet, Bergskollegium och regeringen, och adlades år 1689 men introducerades på nummer 1176. Till hustru hade han Catharina Grubb vars bror adlades med namnet Grubbensköld och systrar blev stammödrar till ätterna Nordenfelt, Heerdhielm och af Tibell och var befryndad med ätten Broman. Denna släkt Grubb antogs tidigare tillhöra den norrländska släkten Grubb och Bureätten vilket dock inte kunnat beläggas av modern forskning. Alla deras söner avled barnlösa och slöt ätten nr 1176 på svärdssidan. En av döttrarna var i första giftet förmäld med en överjägmästare som adopterades på hustruns adliga namn men som avled innan introduktion. I sitt andra äktenskap gifte hon sig med en kusin Leijonflycht nr 1088 (se ovan).